# Obrium obliquum
Obrium obliquum là một loài bọ cánh cứng trong họ Cerambycidae.